# Lombo-Bouénguidi
Lombo-Bouénguidi es un departamento de la provincia de Ogooué-Lolo en Gabón. En octubre de 2013 presentaba una población censada de 4635 habitantes. Su chef-lieu es Pana.
Se encuentra ubicado en el sureste del país y es fronterizo con la República del Congo. El departamento recibe su nombre de dos cursos de agua que lo atraviesan: el río Lombo y el río Bouénguidi.

## Subdivisiones
Contiene tres subdivisiones de tercer nivel (población en 2013):
- Comuna de Pana (1579 habitantes)
- Cantón de Haute-Bouénguidi (2188 habitantes)
- Cantón de Haute-Lombo (868 habitantes)